# Boynton (Oklahoma)
Boynton – miasto w Stanach Zjednoczonych, w stanie Oklahoma, w hrabstwie Muskogee.